# Cleistopholis glauca
Cleistopholis glauca är en kirimojaväxtart som beskrevs av Jean Baptiste Louis Pierre, Adolf Engler och Friedrich Ludwig Diels. Cleistopholis glauca ingår i släktet Cleistopholis, och familjen kirimojaväxter. Inga underarter finns listade i Catalogue of Life.